# Quốc ca châu Âu
"Quốc ca Liên minh châu Âu" là một bài quốc ca của Ủy hội châu Âu và Liên minh châu Âu. "Ode to Joy" từ phong trào cuối cùng của bản giao hưởng số 9 của Beethoven sáng tác năm 1823, và được chơi trong những dịp chính thức của cả hai tổ chức.

## Lịch sử
Friedrich Schiller soạn thi phẩm An die Freude (Hoan lạc tụng) vào năm 1785 để "kỉ niệm tình ái hữu nhân quần". Trong cuộc sống sau này, nhà thơ đã khinh thường sự nổi tiếng này và bác bỏ bài thơ như là điển hình của "hương vị xấu của thời đại" mà nó đã được viết. Sau cái chết của Schiller, bài thơ cung cấp những lời cho phong trào hợp xướng của Ludwig van Beethoven 's Symphony 9.
Năm 1971, Nghị viện của Ủy hội châu Âu quyết định đề xuất việc mở đầu cho "Ode to Joy" từ Bản giao hưởng thứ 9 của Beethoven như bài quốc ca châu Âu, đưa ra đề xuất của Richard von Coudenhove-Kalergi vào năm 1955. Beethoven thường được xem là lựa chọn tất yếu cho một ca châu Âu. Các Ủy ban Bộ trưởng của Ủy hội châu Âu đã chính thức công bố ca châu Âu trên 19 Tháng một năm 1972 tại Strasbourg: khúc dạo đầu cho "Ode to Joy", phong trào thứ 4 của bản giao hưởng thứ 9 của Ludwig van Beethoven. Năm 1974, cùng một đoạn âm nhạc đã được thông qua như là bài quốc ca của nhà nước không được công nhận của Rhodesia.
Nhạc trưởng Herbert von Karajan được yêu cầu viết ba bản nhạc cụ - cho piano độc tấu, cho nhạc cụ gió và dàn nhạc giao hưởng và anh đã thực hiện buổi biểu diễn được sử dụng để ghi âm chính thức. Ông đã viết các quyết định của mình về điểm số, đặc biệt là những người liên quan đến tiến độ. Karajan quyết định tối thiểu (một nửa lưu ý) = 80 trong khi Beethoven đã viết crotchet (quý note) = 120.

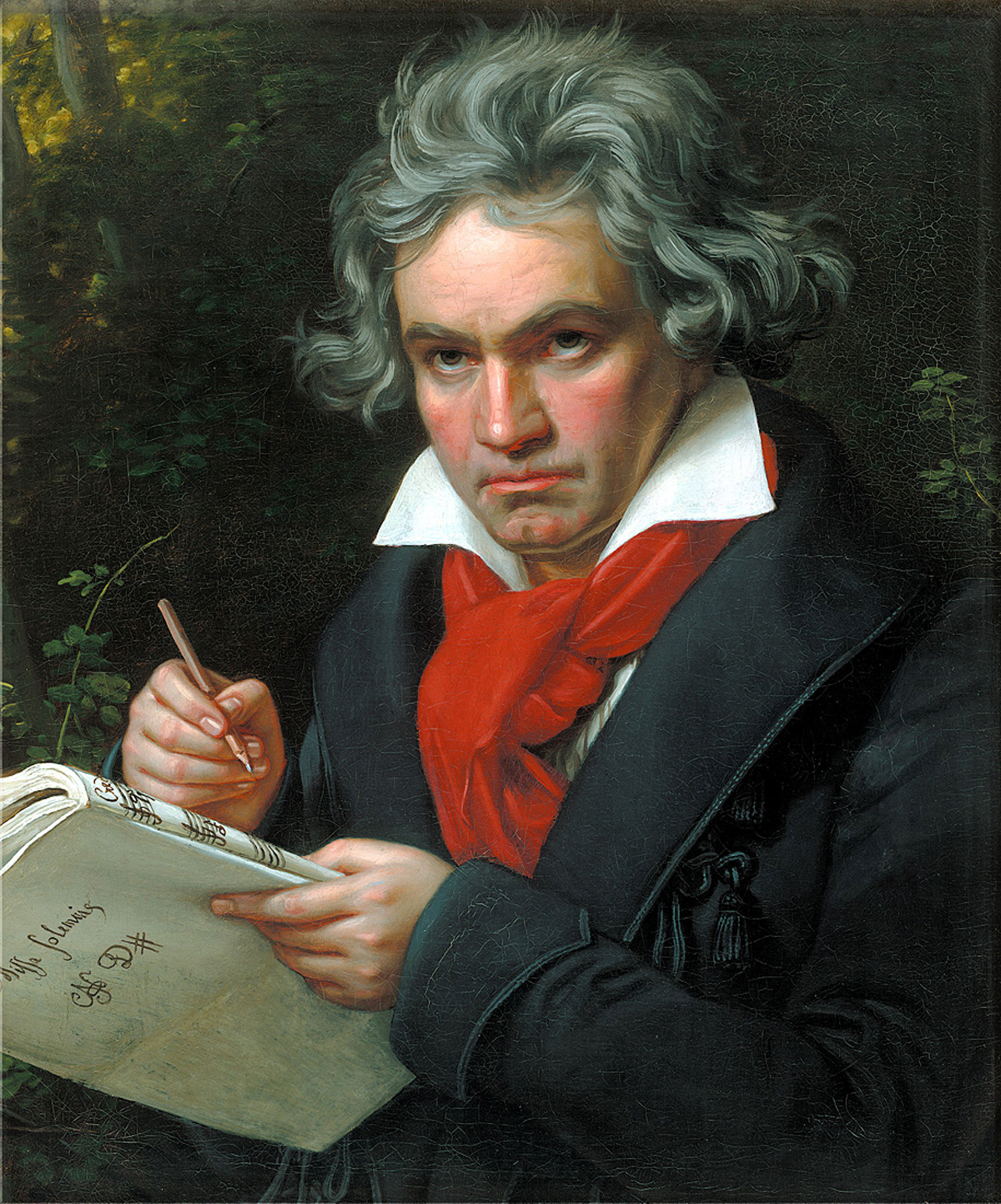
Nhà soạn nhạc Ludwig van Beethoven

Bài quốc ca đã được đưa ra thông qua một chiến dịch thông tin lớn vào ngày châu Âu năm 1972. Năm 1985, nó được các nhà lãnh đạo EU và chính phủ thông qua làm quốc ca chính thức của Cộng đồng Châu Âu sau đó - kể từ năm 1993, Liên minh châu Âu. Nó không có ý định thay thế các bài quốc ca của các quốc gia thành viên mà là để tôn vinh các giá trị mà tất cả chúng đều chia sẻ và sự thống nhất của chúng trong đa dạng. Nó thể hiện những lý tưởng của một châu Âu thống nhất: tự do, hòa bình và đoàn kết.
Nó đã được đưa vào Hiến pháp châu Âu cùng với các biểu tượng châu Âu khác; tuy nhiên, hiệp ước đã không phê chuẩn và được thay thế bằng Hiệp ước Lisbon, không bao gồm bất kỳ biểu tượng nào. Một tuyên bố được đính kèm theo hiệp ước, trong đó có 16 nước thành viên đã chính thức công nhận các biểu tượng được đề xuất. Để đáp lại, Nghị viện châu Âu đã quyết định rằng nó sẽ sử dụng ca khúc này nhiều hơn, ví dụ như trong các dịp lễ chính thức. Vào tháng 10 năm 2008, Quốc hội đã thay đổi các quy tắc về thủ tục để có bài quốc ca mở đầu Quốc hội sau cuộc bầu cử và tại các phiên họp chính thức.

## Lời bài hát không chính thức
Do số lượng lớn các ngôn ngữ được sử dụng trong Liên minh châu Âu, bài hát này hoàn toàn là công cụ, và lời bài hát tiếng Đức mà Friedrich Schiller đã viết và Beethoven dựa vào giai điệu nào không có địa vị chính thức. Mặc dù vậy, lời bài hát của Đức thường được hát bởi các ca đoàn hoặc người bình thường khi bài quốc ca được chơi: ví dụ, tại mở rộng năm 2004 trên biên giới Đức-Ba Lan, đám đông xem buổi lễ chơi nhạc cùng với lời bài hát tiếng Đức.
Bên cạnh đó, một số bản dịch của bài thơ được sử dụng bởi Beethoven cũng như các tác phẩm gốc đã cố gắng cung cấp lời bài hát cho bài quốc ca bằng nhiều ngôn ngữ khác nhau. Các phiên bản của ca khúc bao gồm lời bài hát đã được hát ngoài những dịp chính thức của EU.
Ở Pháp, một số sự thích nghi của sáng tác của Beethoven đã được biết đến từ lâu trước khi sự khởi đầu của Liên minh châu Âu. Một phiên bản của nhà viết kịch bản Maurice Bouchor (1855–1929) mang tên Hymn cho nhân loại phổ quát (Hymne à l'universelle humanité) thêm nhiều câu thơ vào phiên bản trước của Jean Ruault, đã được xuất bản. Phiên bản này và phiên bản khác của Maurice Bouchor, được xuất bản với Julien Thiersot dưới tiêu đề Hymn trong tương lai (Hymne des temps futurs) trong một cuốn sách âm nhạc được phổ biến rộng rãi trong các trường cơ sở, được trình diễn không chính thức bởi các ca đoàn trường trong các sự kiện ở châu Âu. Một phiên bản khác của nhà văn Công giáo Joseph Folliet (1903–1972) cũng được biết đến.
Năm 2004, giáo sư người Áo Peter Roland của Học viện Europa tại Vienna đã trình bày lời bài hát mới, tiếng Latinh cho Chủ tịch Ủy ban châu Âu Romano Prodi, mặc dù nó vẫn chưa được chính thức đưa ra.
| Dịch tiếng Latinhh | Dịch sang tiếng Việt |
| --- | --- |
| Est Europa nunc unita Et unita maneat Una in diversitate Pacem mundi augeat. Semper regant in Europa Fides et iustitia Et libertas populorum In majore patria. Cives, floreat Europa Opus magnum vocat vos Stellae signa sunt in caelo Aureae, quae iungant nos. | Châu Âu được hợp nhất bây giờ Đoàn kết nó có thể vẫn còn Sự thống nhất của chúng ta về tính đa dạng Có thể góp phần vào hòa bình thế giới. Có thể mãi mãi ngự trị ở châu Âu Đức tin và Công lý Và tự do cho người dân Trong một quê hương lớn hơn. Công dân, châu Âu sẽ phát triển Một nhiệm vụ lớn lao kêu gọi bạn Sao vàng trên bầu trời là Các biểu tượng sẽ đoàn kết chúng ta. |